# بنابیتس
بنابیتس (به اسپانیایی: Benavites) یک شهرستان در اسپانیا است که در سائونتو واقع شده‌است.

## خصوصیات
بنابیتس ۴٫۳ کیلومترمربع مساحت و ۶۲۹ نفر جمعیت دارد و ۳۶ متر بالاتر از سطح دریا واقع شده‌است.